# Castillo del Emperador (Prato)

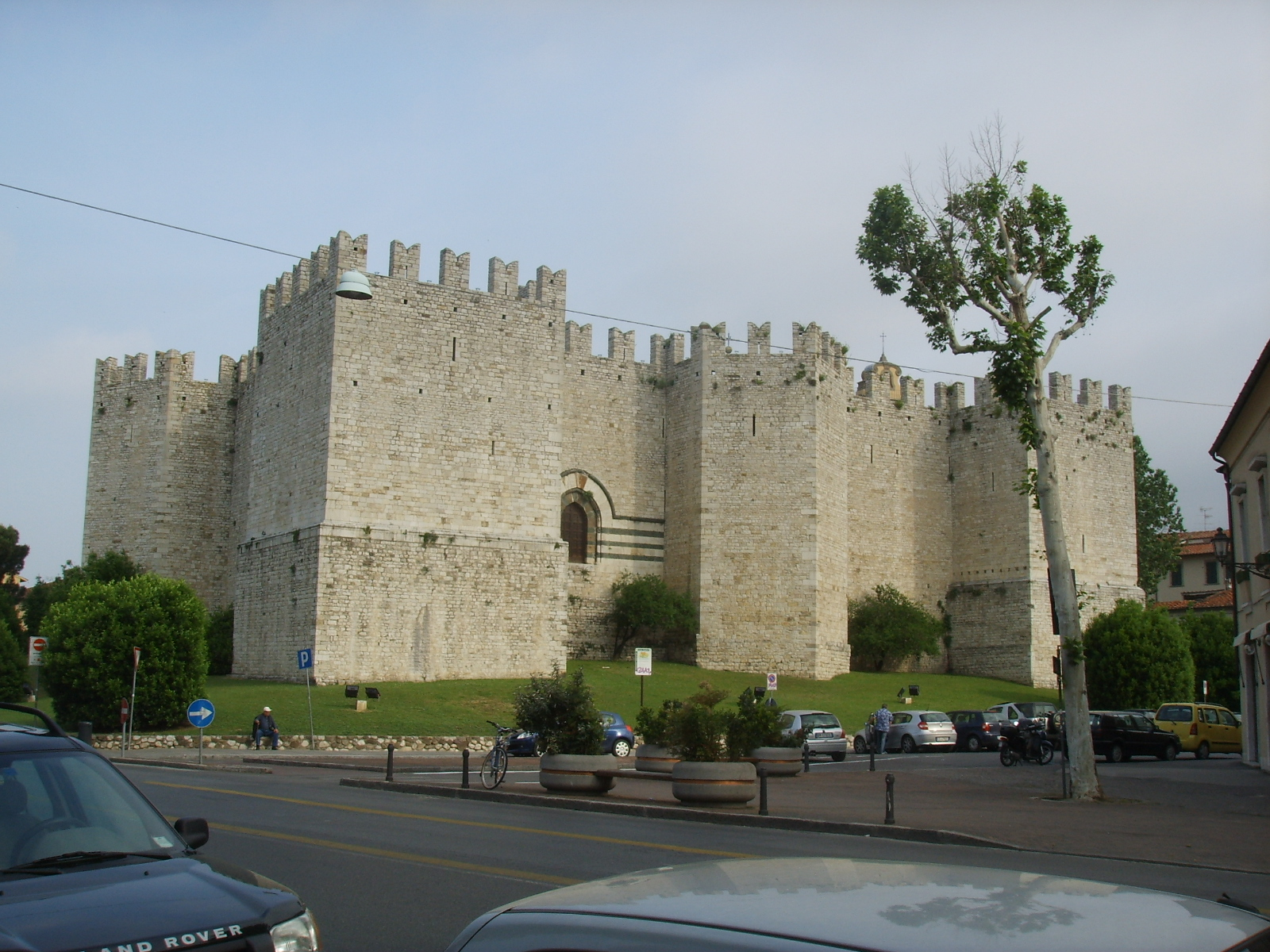
El Castillo del Emperador.

El Castillo del Emperador (en italiano Castello dell'Imperatore) se encuentra en la ciudad italiana de Prato (en la región de Toscana). Se trata del más septentrional de los castillos suevos, es decir, de los castillos construidos por el emperador Federcico II de Hohenstaufen.

## Historia
Construido sobre el lugar en el que se encontraba el primitivo fuerte de los Alberti (del cual quedan dos torres, las dos privadas de almenas, que hasta 1767-1768 tenían cerca del doble de su actual altura), núcleo del Castrum Prati, y reducido al segundo círculo de los muros, fue realizado por Riccardo da Lentini por encargo del emperador Federico II a partir de 1240, para poder transformarlo en una residencia imperial. El castillo, orignariamente tangente al segundo círculo de los muros (siglo XII), estaba parcialmente circundado por un foso y unido a las cárceles albertinas de las cuales toma su nombre el cercano santuario mariano. Este presenta ocho torres y contiene, al igual que en Castel del Monte, varios aspectos simbólicos, tanto en la estructura como en el portal.
Su construcción fue interrumpida hacia 1250, siendo su estructura utilizada para otros muchos fines. En el curso del siglo XIV, bajo el dominio florentino, el castillo fue conectado al tercer círculo de los muros a través de un pasillo "Corridore del Cassero" (es decir, el pasillo del castillo) o más sencillamente Cassero. De esta forma las tropas florentinas podían entrar desde fuera de los muros tranquilamente en la ciudad a través de este pasillo cubierto.
Con el paso de los siglos algunas casas fueron construidas dentro y en torno a la estructura. En los años treinta del siglo XX, bajo el gobierno fascista.
- Datos: Q1089361
- Multimedia: Castello dell'Imperatore / Q1089361